# طاقة كامنة نووية
الطاقة الكامنة النووية هي الطاقة الكامنة للجسيمات داخل نواة الذرة.

## نبذة
ترتبط الجسيمات النووية ببعضها البعض بواسطة القوة النووية الشديدة. توفر القوى النووية الضعيفة الطاقة الكامنة لأنواع معينة من الاضمحلال الإشعاعي، مثل تحلل بيتا.
لا يتم تدمير الجسيمات النووية مثل البروتونات والنيوترونات في عمليات الانشطار والاندماج، ولكن يمكن أن يكون للمجموعة كتلة أقل مما لو كانت خالية، وفي هذه الحالة يمكن تحرير هذا الاختلاف في الكتلة على شكل حرارة وإشعاع في التفاعلات النووية (الحرارة والإشعاع لها الكتلة المفقودة ولا يتم قياسها). الطاقة من الشمس هي مثال على هذا الشكل من تحويل الطاقة. في الشمس تحول عملية اندماج الهيدروجين حوالي 4 ملايين طن من المادة الشمسية في الثانية إلى طاقة كهرومغناطيسية، تُشع في الفضاء.